# 남자 가정부
"남자 가정부"는 1980년에 개봉한 대한민국의 영화이다.

## 캐스팅
- 이기동
- 백일섭
- 김난영
- 김형자
- 김만
- 김윤미
- 김애경
- 곽은경
- 이정란
- 박종설
- 김기범
- 김대현
- 이백
- 김지영
- 양춘
- 이정애
- 김신명
- 김욱
- 이지산
- 박예숙
- 곽근
- 유명순
- 성명순
- 오정열
- 이명순
- 김영란
- 구봉서 (특별출연)